# Fatima Zahra Djouad
Fatima Zahra Djouad (ur. 12 lipca 1988 w Algierii) – algierska siatkarka grająca na pozycji przyjmującej.
Obecnie występuje w drużynie NC Bejaia.